# Investimento estrangeiro direto

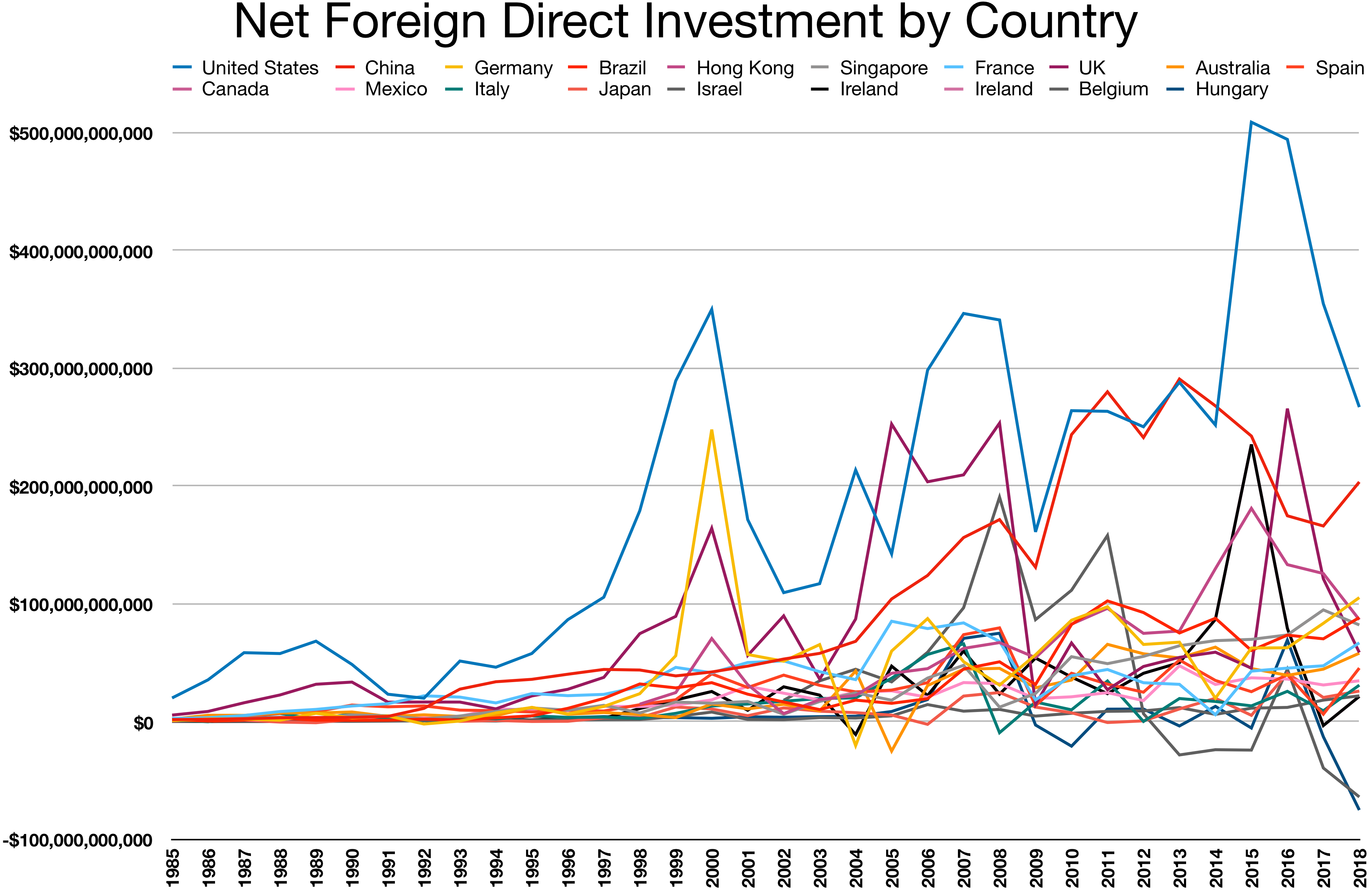

Investimento estrangeiro direto (IED) é o investimento feito para adquirir um interesse duradouro em empresas que operem fora da economia do investidor. A relação de IED compreende uma empresa matriz e uma filial estrangeira, as quais, em conjunto, formam uma empresa multinacional. Para ser considerado como IED, o investimento deve conferir à matriz o controle sobre a sua filial. As Nações Unidas definem "controle", neste caso, como a propriedade de 10% ou mais das ações ordinárias ou do direito a voto de uma empresa de capital aberto, ou seu equivalente caso seja de capital fechado; a propriedade de menos de 10% do capital ou sem controle chama-se investimento de portfólio. O IED também é considerado uma forma de integrar as economias mundiais, promover a estabilidade econômica, bem-estar social e o desenvolvimento econômico entre as nações.